# Provincia del Venezuela
La Provincia del Venezuela (o Provincia di Caracas) fu una provincia dell'Impero spagnolo (dal 1527), della Gran Colombia (1824-1830) e poi del Venezuela (dal 1830), a parte un breve periodo (1528 - 1546) nel quale questa terra venne concessa dal re di Spagna alla famiglia dei banchieri tedeschi dei Welser come parte della loro Klein-Venedig.

## Storia coloniale
La provincia si originò nel 1527 con la fondazione di Santa Ana de Coro ad opera di Juan de Ampíes, che divenne primo governatore della provincia stessa. Coro rimase la capitale provinciale sino al 1546, seguita poi da El Tocuyo (1546 - 1577). La capitale venne spostata a Caracas nel 1577 da Juan de Pimentel. Calabozo (fondata 1724) divenne in seguito capitale.
Sin dall'inizio la provincia era definita lungo la costa venezuelana (con la Provincia di Margarita a nord verso l'Isola Margarita). Il Governatorato della Nuova Andalusia (creata nel 1537) costituiva il confine est, ad eccezione di un breve periodo (1633-1654) ove esistette la Provincia della Nuova Catalonia tra le province del Venezuela e della Nuova Andalusia. La provincia della Guayana (creata nel 1585) ne costituiva il confine sud. Ad ovest il confine era meno definito e tale rimase sino al 1676 con la creazione della Provincia di Maracaibo che tale rimase sino alla creazione della Provincia di Barinas nel 1786.
Per gran parte della sua esistenza la provincia divenne soggetta alla supervisione amministrativa e legale della Audiencia Real de Santo Domingo (ad eccezione dei periodi compresi tra il 1717 - 1723 ed il 1739 - 1742). La supervisione amministrativa venne trasferita al Vicereame di Nuova Granada che venne creato nel 1717, e nel 1777 alla nuova Capitaneria Generale del Venezuela. La supervisione legale di Santo Domingo terminò nel 1786 quando la Audiencia Real de Caracas venne costituita nel nuovo capitanato generale.

## L'indipendenza
La provincia fu una delle 7 che siglarono la Dichiarazione d'indipendenza del Venezuela. Con la fine della guerra d'indipendenza venezuelana venne incorporata nella Gran Colombia, inizialmente dissolta per costituire il Dipartimento del Venezuela. Nel 1824 venne ricreata come Provincia di Caracas all'interno del Dipartimento del Venezuela.
Con l'indipendenza del Venezuela nel 1830, la provincia fu una delle 11 che costituivano il paese. Nel 1848 la Provincia di Aragua e la Provincia di Guárico vennero separate da quella di Caracas. A seguito della guerra federale, gli Stati del Venezuela vennero costituiti nel 1864 e la provincia cessò così di esistere.

## Galleria d'immagini

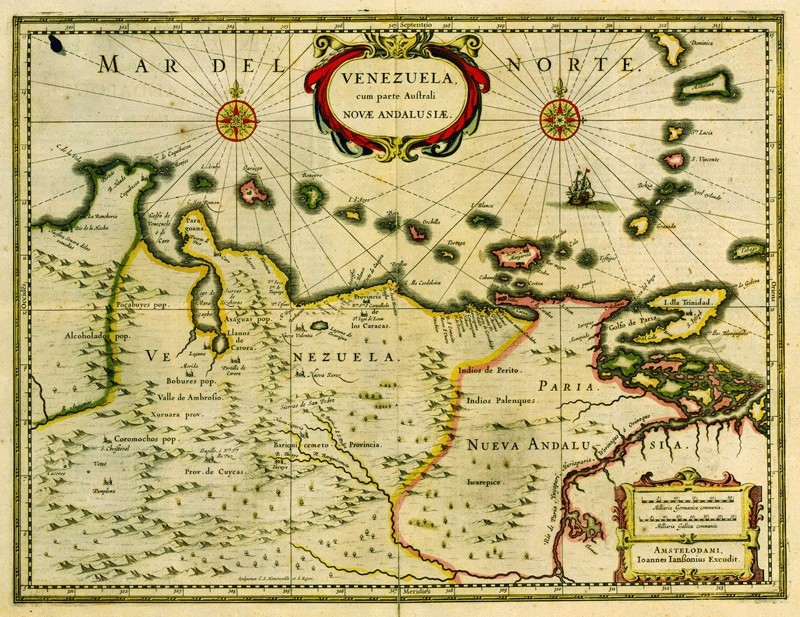
Mappa del 1635 con la provincia del Venezuela e la parte occidentale della provincia de Nueva Andalucía.
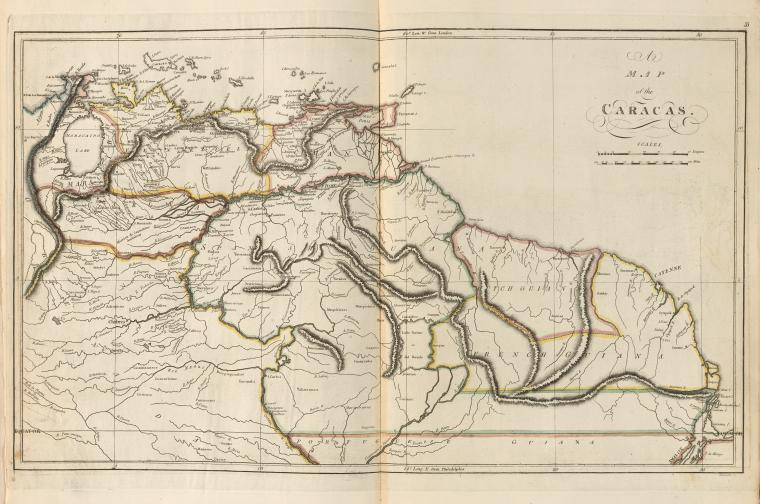
Mappa della provincia de Venezuela del 1760.
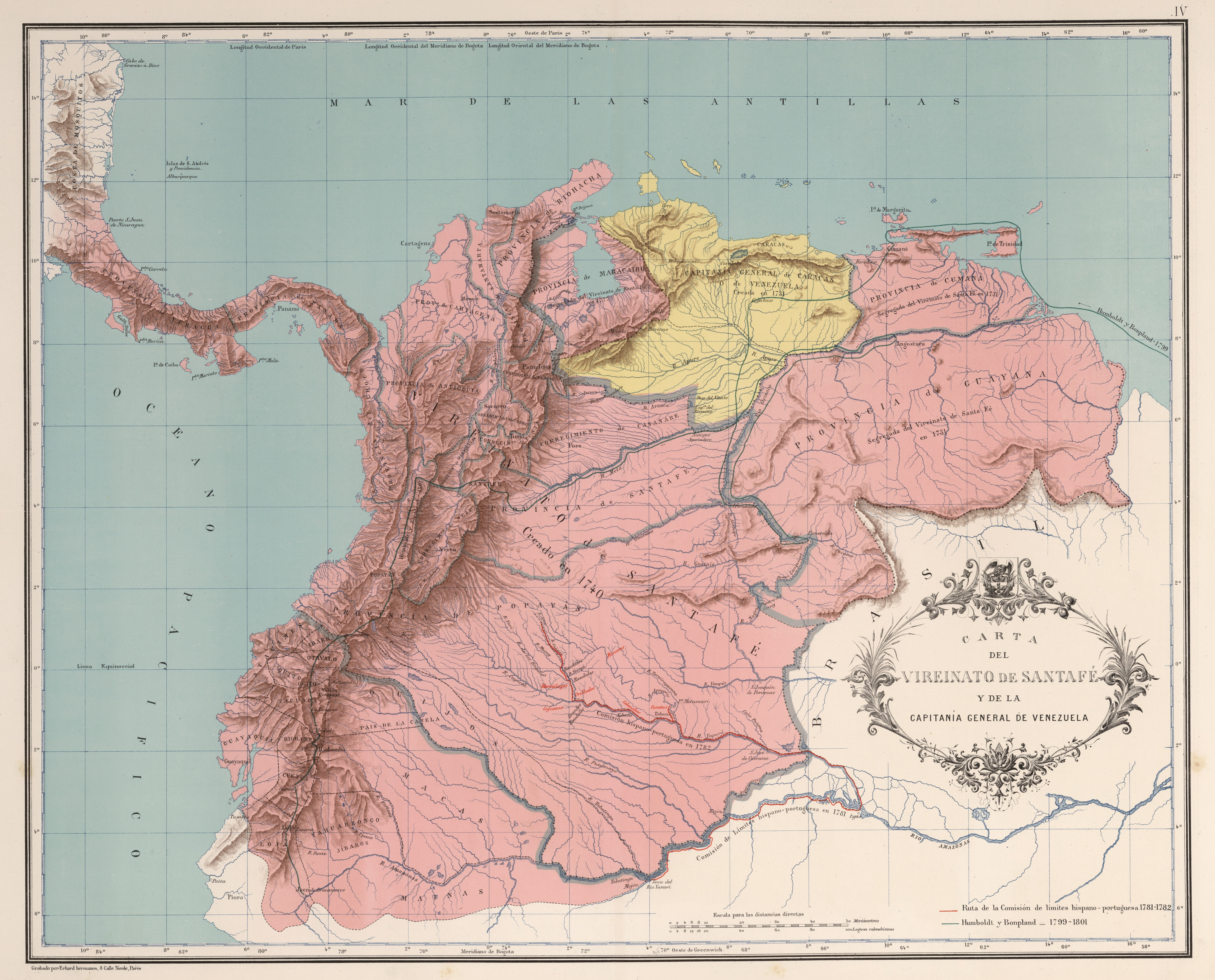
Provincia del Venezuela (in giallo) dentro nel Vicereame della Nuova Granada.
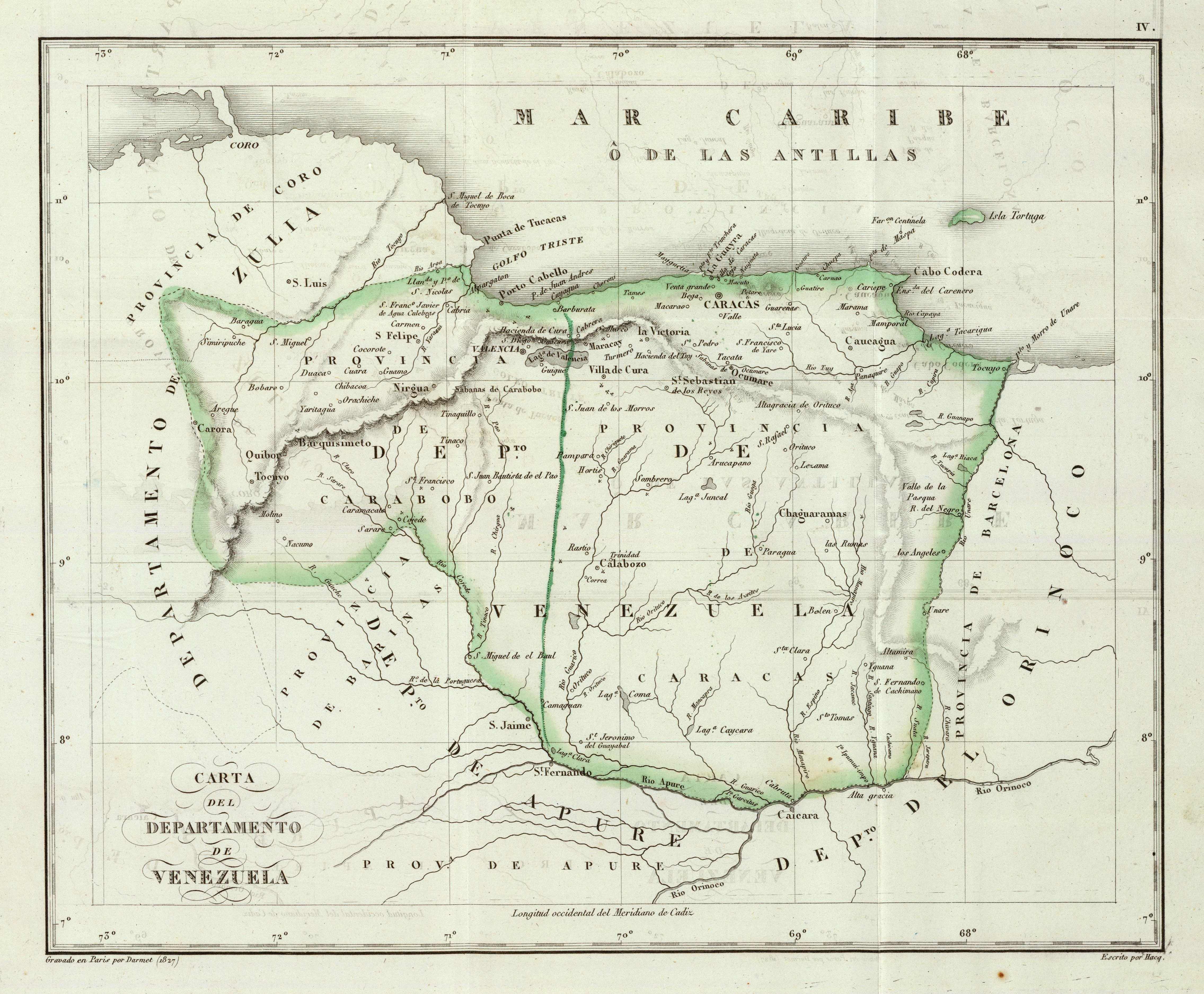
Carta del Departamento de Venezuela, con la provincia di Caracas.
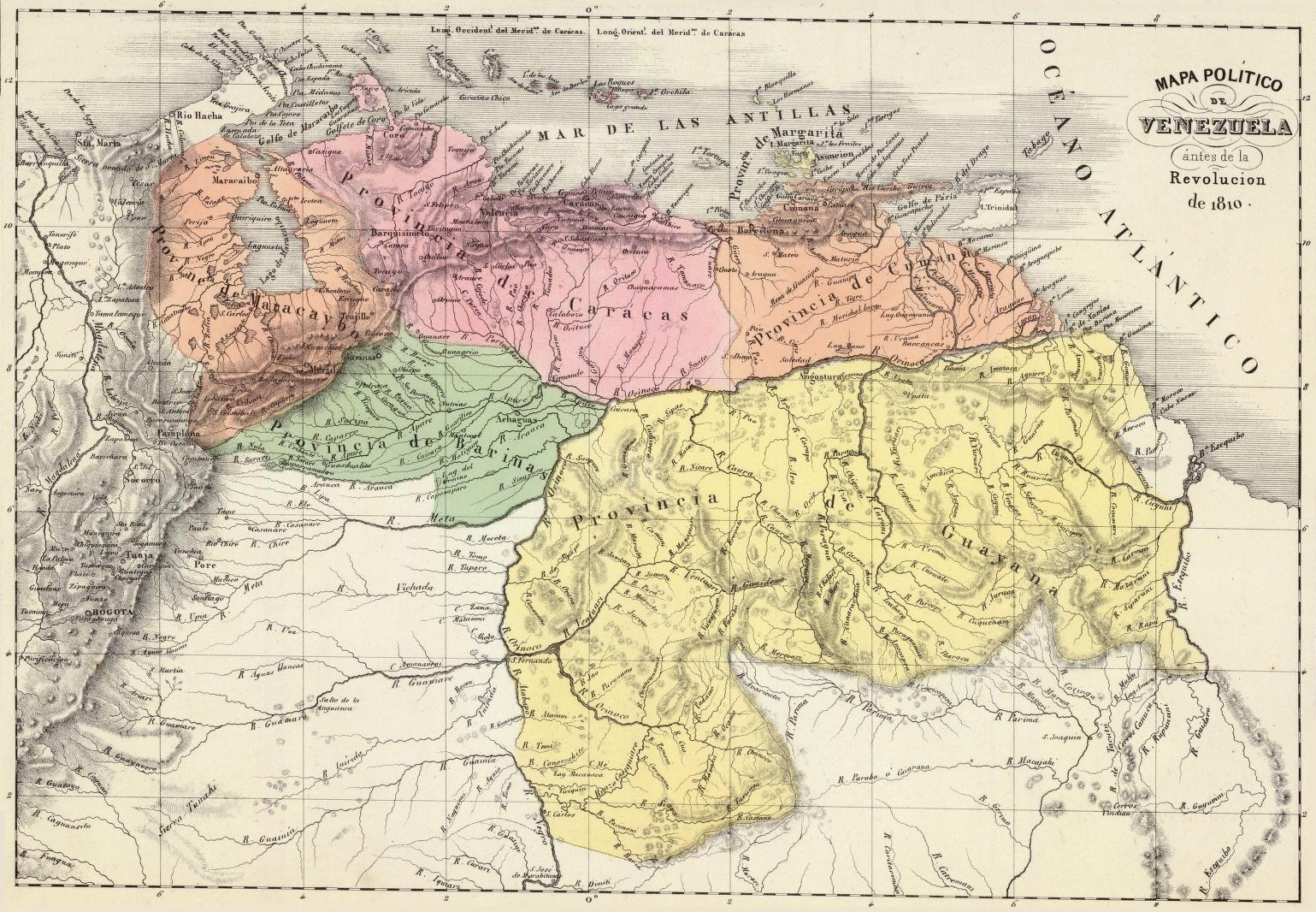
Mappa del Venezuela del 1810 di Agustín Codazzi, la provincia de Caracas in rosa.
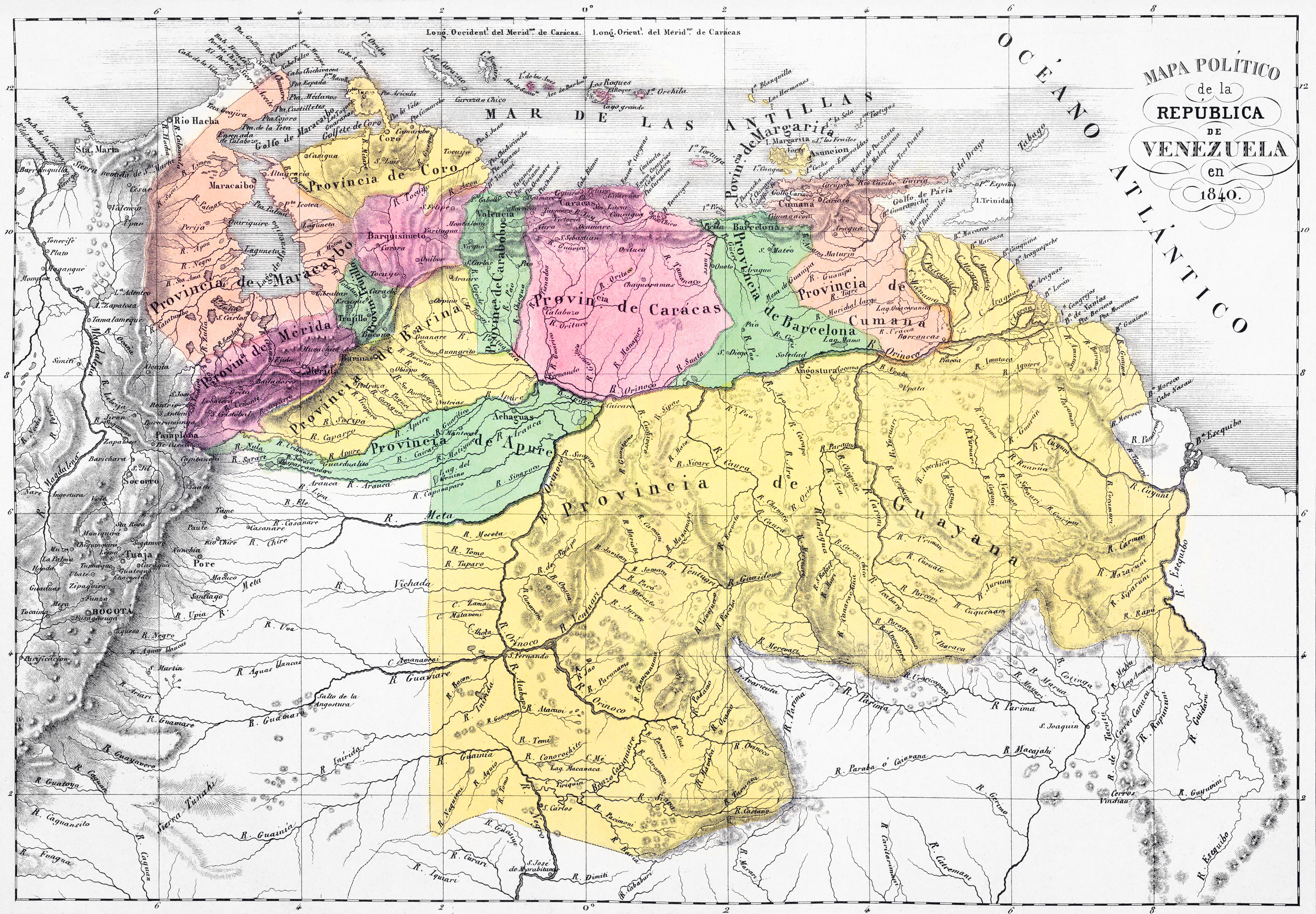
Mappa del Venezuela nel 1840 di Agustín Codazzi, la provincia di Caracas in rosa.
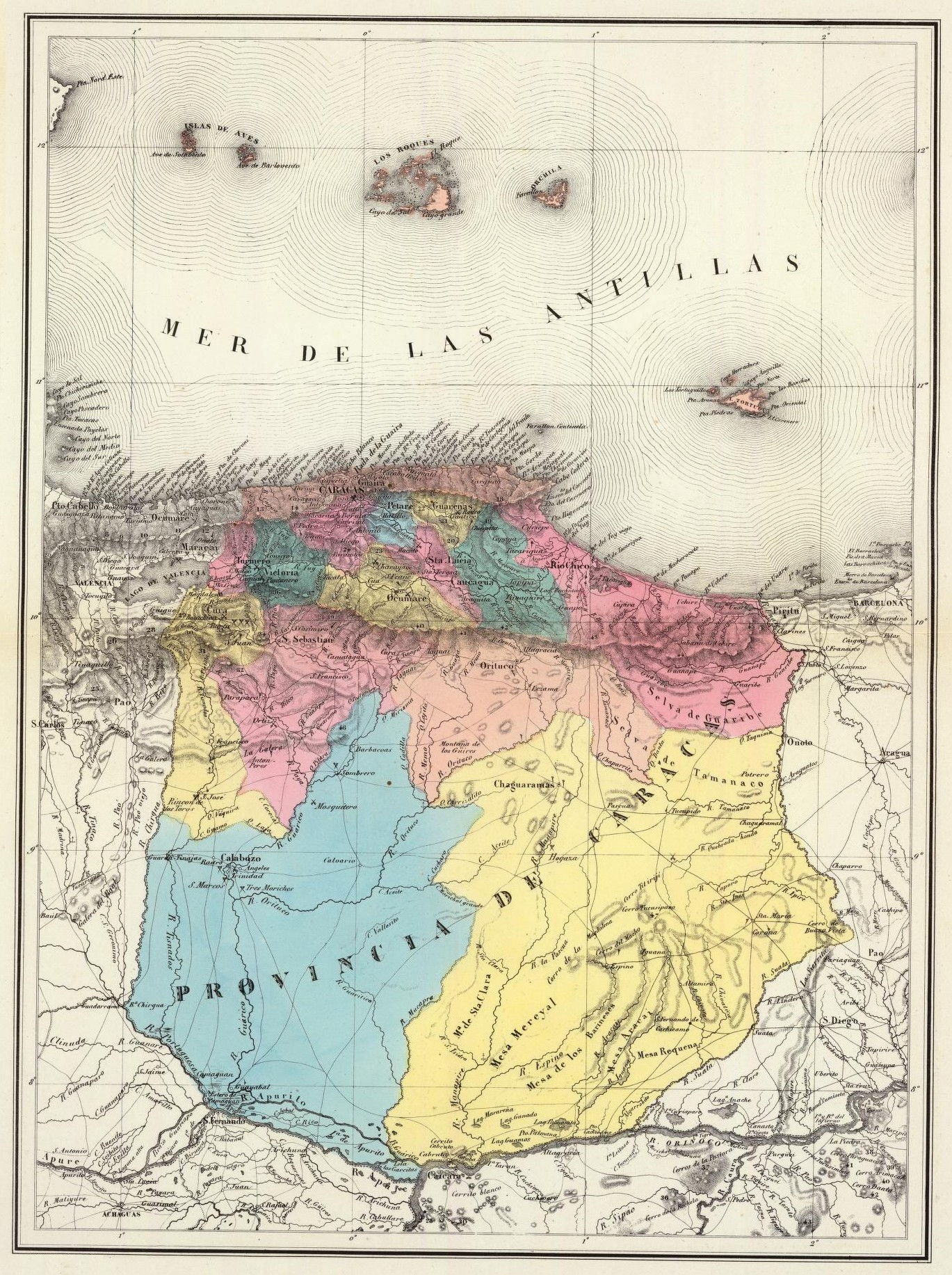
Mappa dettagliata della provincia de Caracas nel 1840.